# بهنام افشه
بهنام افشه (بالفارسية: بهنام افشه)هو لاعب كرة قدم إيراني سابق من مواليد 3 أبريل 1983. لعب في صفوف نادي بكاه كيلان، ولعب لـ نادي داماش غيلان.

## روابط خارجية
- بهنام افشه على موقع قاعدة بيانات كرة القدم.إي يو (الإنجليزية)